# Северный (Шенталинский район)
Северный — поселок в Шенталинском районе Самарской области в составе сельского поселения Шентала.

## География
Находится на расстоянии примерно 5 километров по прямой на север от районного центра станции Шентала.

## Население
Постоянное население составляло 65 человек (русские 48%) в 2002 году, 48 в 2010 году.